# Oscar (Luisiana)
Oscar es un área no incorporada ubicada en la parroquia de Pointe Coupee en el estado estadounidense de Luisiana.

## Geografía
Oscar se encuentra ubicada en las coordenadas 30°36′54″N 91°27′41″O / 30.61500, -91.46139.